# Sitio de Salces (1642)
El sitio de Salces (Salses en catalán o Salsas en castellano, también conocido como campaña de Salses), puesto por Luis XIII de Francia en marzo de 1642, siendo, además, uno de los episodios de la Guerra de los Segadores.

## Antecedentes
Durante la guerra franco-española, la villa fue tomada por las tropas francesas el 19 de julio de 1639 y recuperada por las tropas españolas el 6 de enero del año siguiente.
Poco después de la revuelta que supuso el Corpus de Sangre, el ejército Real de Felipe IV ocupaba Tortosa y Tarragona y, el 17 de enero de 1641, ante la alarmante penetración de las tropas (llamadas tropas castellanas, por los insurgentes) Pau Claris, jefe (en cap) de la Generalidad de Cataluña, tras acordar una confederación política y militar con Francia, que había puesto a Cataluña bajo el vasallaje de Luis XIII de Francia, proclamó la República Catalana. Pocos días después, con la ayuda del ejército francés, la Generalidad obtuvo una importante victoria militar en la batalla de Montjuic del 26 de enero de 1641, y las tropas Reales de Felipe IV de España se retiraron a Tarragona.
El 4 de mayo de 1641 el ejército francés de Henri d'Escoubleau de Sourdis se presentó ante Tarragona e inició el bloqueo de la ciudad con las tropas de tierra de Philippe de La Mothe-Houdancourt. Durante los meses de mayo y junio se luchó en los alrededores de Tarragona; el Fuerte de Salou cayó ante los franceses el 9 de mayo y se libró la batalla de Constantí el 13 de mayo. Después de la primera batalla de Tarragona 30 de junio al 4 de julio de 1641, los españoles construyeron un nuevo grupo comandado por García Álvarez de Toledo y Mendoza, que consiguió entregar provisiones en la ciudad e hizo huir al ejército francés en el Rosellón.
Una columna castellana de 4500 hombres salió de Tarragona el 23 de marzo de 1642 para socorrer al Rosellón, que había quedado aislado en el norte, pero serían derrotadas a medio camino y Collioure cayó el mes de abril. En mayo, los españoles retiran los tercios que estaban en Rosas con una escuadra de 78 naves.

## La batalla
Pocos días después de la rendición de la ciudad de Perpiñán, el 15 de septiembre de 1642 se rendía la guarnición del Castillo de Salces.

## Consecuencias
El Rosellón cayó completamente en manos francesas, y de esta manera los objetivos de Richelieu y Luis XIII de Francia de controlar los condados norcatalanes quedaban satisfechos, y por lo tanto se dieron por acabadas las operaciones principales. Además, el 4 de diciembre de 1642 moriría Richelieu, y el 14 de mayo de 1643, Luis XIII, empezando una época de mucha agitación en Francia que permitió a los españoles recuperar progresivamente territorio en el Principado.